# Деббі Бабашофф
Деббі Бабашофф (англ. Deborah Babashoff, 1 січня 1970) — американська плавчиня.
Призерка Чемпіонату світу з водних видів спорту 1986 року.
Призерка Панамериканських ігор 1987 року.

## Родина
- Брат — Джек Бабашофф (нар. 1955), американський плавець. Призер Олімпійських Ігор 1976 року. Чемпіон світу з водних видів спорту 1978 року. Переможець Панамериканських ігор 1975, 1979 років.
- Сестра — Ширлі Бабашофф (нар. 1957), американська плавчиня. Олімпійська чемпіонка 1972, 1976 років.